# Canthon smaragdulus
Canthon smaragdulus är en skalbaggsart som beskrevs av Fabricius 1781. Canthon smaragdulus ingår i släktet Canthon och familjen bladhorningar. Inga underarter finns listade.